# Adolf 4. af Holsten
Adolf 4. af Holsten (født før 1205, død 8. juli 1261) var en tysk greve fra Huset Schauenburg, der var greve af Schauenburg fra 1225 til 1238 og greve af Holsten fra 1227 til 1238.

## Liv og gerning
Adolf 4. var søn af Adolf 3. af Holsten men havde længe kun ringe udsigt til at generhverve sin faders besiddelser, som kong Valdemar Sejr af Danmark havde vundet og fået kejser Frederik 2.'s brev på. Men kong Valdemars tilfangetagelse på Lyø forandrede alle forhold, og Adolf vendte tilbage til det fædrene grevskab. Kong Valdemars nederlag ved Bornhøved sikrede ham besiddelsen af det. I 1229 sluttede han endog et venskabsforbund med den danske konge, og 1234 gjorde begge i forening et tog mod Lübeck. I 1237 giftede han sin datter Mechtilde med Valdemars søn Abel.
I 1238 gjorde Adolf et korstog til Livland, og dette blev indledningen til, at han helt helligede sig religionen. Han overgav formynderskabet over sine sønner til Abel og indtrådte 1239 selv i Maria Magdalene-klosteret i Hamborg, som han havde stiftet til minde om sejren i Slaget ved Bornhøved. Senere drog han som pilgrim til Rom og blev til sidst endog præsteviet.
Højagtet af alle tilbragte han sine sidste leveår i Marieklosteret i Kiel, hvor han døde 1261.

## Ægteskab og børn
Adolf 4. giftede sig med Heilwig af Lippe, datter af grev Herman 2. af Lippe. Parret fik følgende børn:
1. Mechtilde af Holsten (død 1288), gift 1. gang med kong Abel af Danmark (død 1252), gift 2. gang med Birger Jarl
2. Johan 1. af Holsten (død 1263), greve af Holsten-Kiel
3. Gerhard 1. af Holsten (død 1290), greve af Holsten-Itzehoe og Schauenburg
4. Ludolf (død som barn)